# We Will Rock You (мюзикл)
We Will Rock You (сокращённо WWRY) — мюзикл, основанный на песнях группы «Queen» и названный в честь одной из них. Мюзикл был написан английским комиком и драматургом Бэном Элтоном в сотрудничестве с участниками «Queen» Брайаном Мэем и Роджером Тейлором.
Данный мюзикл был впервые представлен публике в вест-эндском театре Доминион 14 мая 2002 года с Тони Винсентом, Анной Джейн Фокс, Шерон Кларк и Кэрри Эллис в главных ролях. «We will rock you» был плохо встречен критиками, но пришёлся по вкусу публике и до сих пор является самым долгоидущим мюзиклом на данной сцене. Действие разворачивается в иронически изображённом антиутопическом будущем, подавляющем оригинальность и индивидуализм, в котором появляется одинокий «Мечтатель» (очевидно, являющийся реинкарнацией Фредди Меркьюри), который способен исполнить пророчество о возрождении рок-н-ролла.
Вслед за Лондоном «We Will Rock You» был также поставлен на сценах Ирландии, Австралии, Канады, России, Испании, Японии, Южной Африки, Цюриха, Вены, Новой Зеландии, Южной Кореи, Сингапура, Бангкока и Гонконга. На июль 2009 мюзикл всё ещё шёл в Великобритании, Италии и Германии.
К марту 2009 была подготовлена черновая версия продолжения. Также ведутся работы по экранизации мюзикла, в настоящий момент готов сценарий.
Сюжет мюзикла  переносит зрителя в будущее, в фантастический мир Га-Га (Ga-Ga), где запрещены музыкальные инструменты, где все носят одинаковую одежду, смотрят одинаковые фильмы и слушают одинаковую музыку, производимую мегакомпьютерами. Глобализация завершена, и теперь у людей есть только сытая нормированная жизнь и однообразная штампованная культура. Безопасный и счастливый мир.